# Tomasz Kłossowski

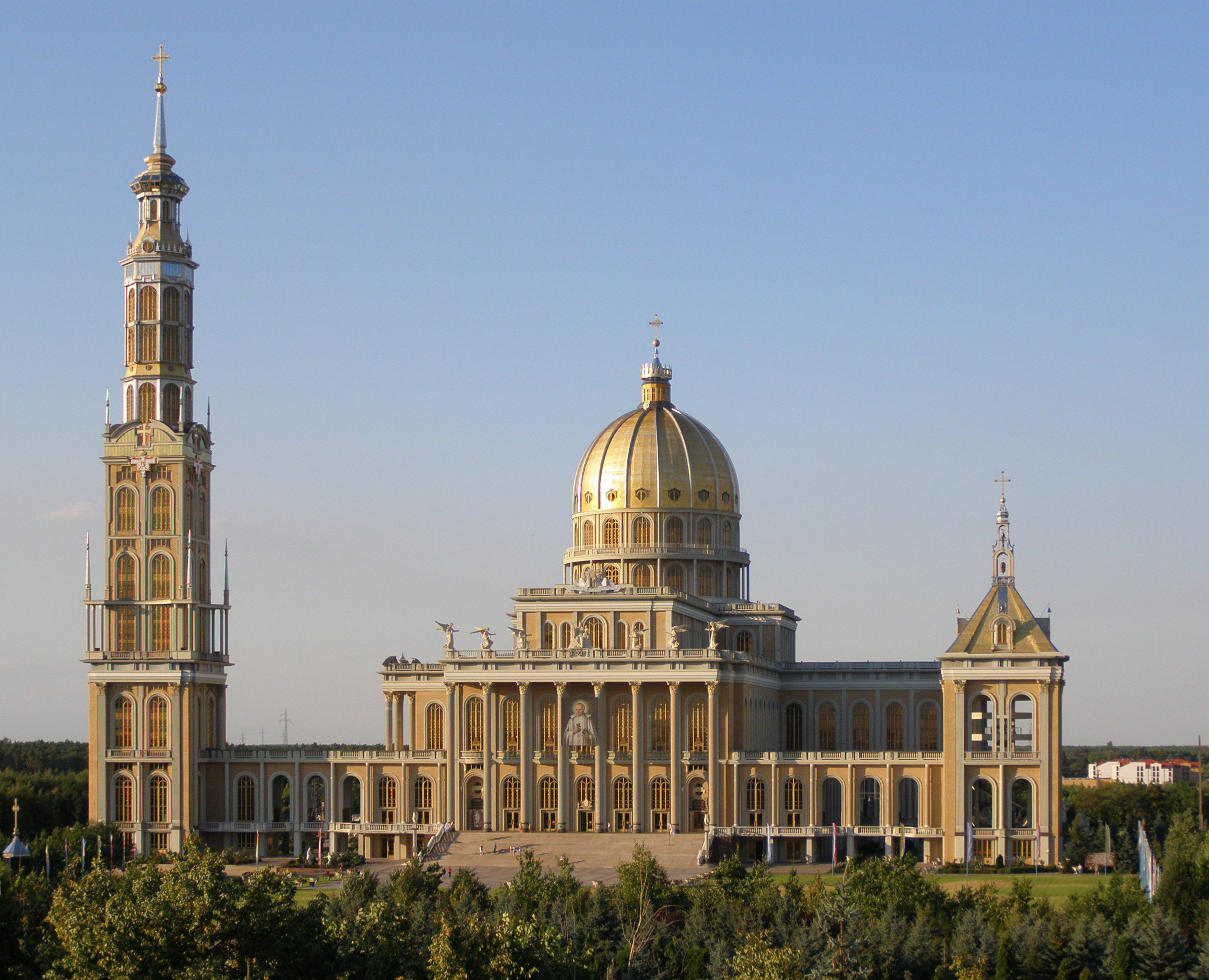
Bazylika Najświętszej Maryi Panny Licheńskiej w Licheniu Starym

Tomasz Kłossowski (ur. 1780 w Izbicy Kujawskiej, zm. 7 sierpnia 1848 w Izabelinie) – polski dziedzic i kowal, świadek objawień maryjnych, fundator Cudownego Obrazu Matki Boskiej Licheńskiej.

## Życiorys
Pozbawiony majątku za udział w powstaniu wybudował kuźnię w Izabelinie koło Lichenia Starego (Wielkopolska) i został kowalem. Wziął udział w Bitwie Narodów pod Lipskiem w szeregach Napoleona Bonapartego.
Ciężko ranny modlił się o ratunek do Matki Bożej. Według jego świadectwa Matka Boża ukazała mu się w koronie na głowie i w złocistym płaszczu, na którym widniały symbole męki Pańskiej: cierniowa korona, bicze, gwoździe, włócznia, a piersi przesłaniał biały orzeł. Rannego żołnierza Najjaśniejsza Panienka zapewniła, że nie pozwoli mu umrzeć na obcej ziemi. Otrzymał zadanie odnalezienia wizerunku z objawienia i przekazania go wiernym, które zrealizował po latach poszukiwań. Dwadzieścia trzy lata po tym wydarzeniu, w 1836 roku w czasie pielgrzymki na Jasną Górę natknął się na wykonany na modrzewiowym drewnie obraz przedstawiający postać Matki Boskiej jaką widział prosząc o uratowanie życia. Obraz był umieszczony w przydrożnej kapliczce we wsi Lgota w okolicach Częstochowy. Po uzyskaniu zgody właściciela przechowywał go w swoim domu, a w 1844 roku umieścił na sośnie w Lesie Grąblińskim. W latach 1850–1852 modlił się tam i miał podobne objawienia okoliczny pasterz – Mikołaj Sikatka.
Upamiętnieniem objawień jest Sanktuarium Matki Bożej Bolesnej Królowej Polski w Licheniu Starym.